# The Isle of Lost Ships (1923)
The Isle of Lost Ships is een Amerikaanse dramafilm uit 1923 onder regie van Maurice Tourneur. Het scenario is gebaseerd op de roman The Isle of Dead Ships van de Amerikaanse auteur Crittenden Marriott. Destijds werd de film in Nederland uitgebracht onder de titel Het zeemansgraf. De film is wellicht zoekgeraakt.

## Verhaal
Rechercheur Jackson begeleidt Frank Howard vanuit Zuid-Amerika naar New York om er te worden berecht voor moord. Onderweg loopt hun schip op de klippen. Jackson en Howard drijven samen met Dorothy Fairfax op een wrak rond in de Sargassozee. Daar bevindt zich een vloot van andere wrakken, die wordt aangevoerd door ex-zeekapitein Peter Forbes. Om Dorothy te redden van een huwelijk met Forbes moet Howard hem verslaan in een gevecht. Hij kan ook een duikboot gebruiksklaar maken en daarmee ontsnappen. Zo weet hij zijn onschuld te bewijzen en het hart van Dorothy te winnen.

## Rolverdeling
| Acteur          | Personage           |
| --------------- | ------------------- |
| Anna Q. Nilsson | Dorothy Fairfax     |
| Milton Sills    | Frank Howard        |
| Frank Campeau   | Rechercheur Jackson |
| Walter Long     | Peter Forbes        |
| Bert Woodruff   | Patrick Joyce       |
| Aggie Herring   | Mevrouw Joyce       |
| Herschel Mayall | Kapitein Clark      |